# سقوط أسدود
يشير سقوط أسدود إلى الهجوم المصري الناجح على مدينة أسدود ، إحدى المدن الخمس الشهيرة في بنتابوليس الفلسطينية الشهيرة ، الواقعة في جنوب غرب كنعان ، في حوالي 635 قبل الميلاد. وفقًا للمؤرخ اليوناني هيرودوت ، حاصر الملك المصري إبسماتيك الأول أسدود لمدة 29 عامًا. لقد فقدت أسدود معظم سكانها خلال سنوات الحصار الطويلة.

## الخلفية التاريخية
كان الإمبراطور الآشوري آشوربانيبال دائم الحرب على جبهات عديدة منها القبائل البدوية في الجنوب، والكلدانيون الذين كانوا دائمي الثورة عليه، والعيلاميون الذين كانوا يدعمون تلك الثورات، والمصريون الذين كانوا يحرضون على تلك الثورات ويشجعونها. وقد ظل الآشوريون بقيادة آشوربانيبال في نضال مستمر وعنيف ضد هذه التهديدات المتعددة حتى وفاة آشوربانيبال سنة 627 ق. م. ورغم نجاحهم في ذلك إلا أن الآشوريين خسروا أعداداً كبيرة جداً من جنودهم خلال سنوات الحروب الطويلة، مما أدى إلى تدهور قدرتهم على القتال. وفي محاولة لتحسين موقف الإمبراطورية الآشورية في الشرق، توقف آشوربانيبال عن مناوشة مصر ليتفرغ لقتال العيلاميين. إلا أن ذلك جعل مصر بعيدة عن منال الآشوريين (رغم أن حكم الآشوريين ظل قائماً (ولو شكلياً) ـ فيما يبدو ـ حتى سنة 639 ق. م.).

## الاستيلاء على أسدود
كان الملك المصري إبسماتيك الأول ينتظر لمدة أربع سنوات على الأقل حتى يرد الآشوريون ويغزوون أرضه ، لكن هذا لم يحدث. عندما أصبح من الواضح الآن أن آشور كانت أضعف من أن تقاوم ، قرر غزو بلاد الشام وإعادة أسدود إلى الإمبراطورية المصرية. المعركة نفسها لم يتم تدوينها بالتفصيل ولكن يبدو أن المصريين قد غزوا أسدود دون أي خسائر فادحة ولم تأتي أي هجمات آشورية انتقامًا للحدث. وهكذا لم تندلع حرب حقيقية بين آشور ومصر في نهاية القرن السادس قبل الميلاد. سيظلون حلفاء حتى السقوط الأخير للإمبراطورية الآشورية الحديثة. يعتقد باحثو اليوم أنه من الممكن أن تكون أسدود قد استسلمت ببساطة للجيش المصري وأن هذا يدل على الانتقال الطبيعي من الإمبراطورية الآشورية الحديثة المتدهورة إلى إمبراطورية مصرية أكثر قوة.
رغم العداء القديم بين القوتين المصرية والآشورية، إلا أنه يبدو أنهما لم تشتبكا حربياً. بل إنه حتى حوالي سنة 605 ق. م. كان المصريون يساعدون الآشوريين في صراعهم من أجل البقاء. وبالإضافة إلى ذلك فقد قام المصريون بطرد حكامهم ذوي الأصول الحبشية والنوبية حوالي سنة 650 ق. م. وبالتالي دخل المصريون والآشوريون في تحالف طبيعي ضد نفوذ مملكة النوبة. وقد عكس الاستيلاء على أشدود ـ بشكل عملي ـ جزءاً من انتقال النفوذ من الإمبراطورية الآشورية (التي كانت في طريقها إلى السقوط) إلى الأسرة المصرية السادسة والعشرين التي كانت في بداية صعودها.